# わが輩は歌手である〜たかじんソング&トークライブ〜
「わが輩は歌手である〜たかじんソング＆トークライヴ〜」（わがはいはかしゅである たかじんソングアンドトークライヴ）は、1988年3月21日に発売されたやしきたかじんの1作目のライブアルバム。
2014年12月17日に「わが輩は歌手である〜たかじんソング&トークライヴ〜(+2)」で再発された。

## 内容
たかじんがビクター音楽産業在籍時に、サンケイホールとホテルプラザで行われたコンサートを収録したアルバム。「明日になれば」はピアノ伴奏のみ。後半部分はノーマイクで歌っている。「たかじんトーク その③」ではたかじん自らが作曲、自宅の留守番電話にセットしていたという「留守番電話の歌」を披露している。シングル「未練〜STILL〜」が本作と同日発売された。

## 再発
たかじんが2014年1月3日に急逝したことを受け、同年12月17日に、ビクターに遺したアルバム5作品をリマスタリング、各盤2曲～4曲のボーナストラックを追加してSHM-CDで復刻再発された。

## 収録曲
1. Guilty　（3：38）
作詞･作曲:伊藤薫　編曲:Flying Liberty
2. 雨の日はバラードで　（4：37）
作詞:ありそのみ･谷口雅洋　作曲:谷口雅洋　編曲:Flying Liberty
3. たかじんトーク その①　（3：55）
4. 空車　（3：58）
作詞:荒木十章 作曲:やしきたかじん　編曲:Flying Liberty
5. 未練〜STILL〜　（4：00）
作詞･作曲:鹿紋太郎　編曲:Flying Liberty
6. たかじんトーク その②　（5：17）
7. ラブ･イズ･オーヴァー　（4：28）
作詞･作曲伊藤薫　編曲:Flying Liberty
8. 時は過ぎてゆく　（3：47）
作詞･作曲:G.MOUSTAKI　日本語訳:古賀力　編曲:松田晃･Flying Liberty
9. 愛の幕切れ　（2：43）
作詞:J.LANSMAN　作曲:Y.GILBERT　日本語訳:山本雅臣　編曲:松田晃･Flying Liberty
10. サンジャンの私の恋人　（3：46）
作詞:L.ANGELLIAUME　作曲:E.CARRARA　日本語訳:山本雅臣　編曲:松田晃･Flying Liberty
11. たかじんトーク その③　（5：46）
12. やっぱ好きやねん　（4：53）
作詞･作曲:鹿紋太郎　編曲:Flying Liberty
13. あんた　（4：50）
作詞･作曲:伊藤薫　編曲:Flying Liberty
14. 明日になれば　　（5：45）
作詞:来生えつこ 作曲:やしきたかじん　編曲:Flying Liberty
15. なめとんか（カラオケ）　（4:56）※ボーナストラック※
16. 晴れときどきTAKAJIN（カラオケ）　（2:55）※ボーナストラック※

## 参加ミュージシャン：Flying Liberty
たかじんのバンド。収録時のメンバーは以下のとおり。
- A･Pf，Key：土井淳
- Key：森俊之
- Guitar：近藤芳弘
- Bass：奥田勝彦
- Drums：五十川清
- Sax,Flute：河田健
- Strings：アムジーストリングス
- Solo Vn.：長野昭子
- Acc：吉川肇